# فخري عازر

فخري عازر (ممثل)

فخري عازر ممثل مصري  بدأ مشواره الفني في خمسينيات القرن العشرين وشارك في عدد كبير من الأعمال التلفزيونية وبعض الأفلام وبلغ رصيد أعماله 86 عملاً (65 مسلسل – 3 سهرة تلفزيونية – 2 فوازير – 16 فيلم) في الفترة من 1964 إلى 1995، لكنه له رصيد كبير من المسلسلات. فقد شارك الفنان محمود عبد العزيز بالأجزاء الثلاثة من (رأفت الهجان)، كما قدم معه مسلسل (البشاير). وأيضاً اشترك في مسلسل (أبنائي الأعزاء شكراً) وغيرها.

## قائمة أفلامه
فيلم «تووت تووت» للمخرج عاطف سالم عام 1993
فيلم «الذل» للمخرج محمد النجار عام 1990
فيلم «الكيف» للمخرج علي عبد الخالق عام 1985
فيلم «إنقاذ ما يمكن إنقاذه» للمخرج سعيد مرزوق عام 1985
فيلم «المشاغبون في الجيش» للمخرج نيازي مصطفى عام 1984
فيلم «الاحتياط واجب» للمخرج أحمد فؤاد عام 1983
فيلم «دندش» للمخرج يحيى العلمي عام 1981
فيلم «لن اغفر أبدًا» للمخرج سيد طنطاوي عام 1981
فيلم 1980: عمل إيه الحب في بابا.
فيلم «رجال لا يعرفون الحب» للمخرج يحيى العلمي عام 1979
فيلم «عاصفة من الدموع» للمخرج عاطف سالم عام 1979
فيلم «قاهر الظلام» للمخرج عاطف سالم عام 1978
فيلم «مسافر بلا طريق» للمخرج علي عبد الخالق عام 1978
فيلم «المرأة التى غلبت الشيطان» للمخرج يحيى العلمي عام 1973
فيلم «الظريف والشهم والطماع» للمخرج نور الدمرداش عام 1971
فيلم «أنت اللي قتلت بابايا» للمخرج نيازي مصطفى عام 1970

## وصلات خارجية
- فخري عازر على موقع السينما
- فخري عازر على موقع دهليز
- فخري عازر على موقع كاروهات